# Erik Beukel
Erik Johannes Beukel (* 30. August 1945 in Haderslev) ist ein dänischer Politikwissenschaftler und Hochschullehrer.

## Leben und Wirken
Nach seinem Schulbesuch des Gymnasiums in Haderslev (Haderslev Katedralskole) studierte Erik Beukel von 1964 bis 1971 Politikwissenschaft an der Universität Aarhus und legte dort 1971 das Magisterexamen ab. Zunächst arbeitete er ab 1971 als wissenschaftlicher Assistent, seit 1975 als außerordentlicher Professor an der Universität Odense. 1976 hatte er eine Gastprofessur an der Georgetown University, 1983 an der Harvard University und 1998 an der University of British Columbia inne. Im Jahre 1989 erwarb er den Doktortitel an der Universität Aarhus. Von 1997 bis 2002 lehrte er als Professor an der Syddansk Universitet in Odense.
Beukel beschäftigte sich intensiv mit Fragen der internationalen Politik sowie der Militär- und Sicherheitspolitik. Von 1979 bis 1990 war er Mitarbeiter der NORDSAM (Nordic Cooperation Committee for International Relations, incl. Peace and Conflict Research), von 2002 bis 2012 arbeitete er am „Danish Institute for International Studies“ in Kopenhagen.

## Veröffentlichungen (Auswahl)
- Socialdemokratiet og stationeringsproblemet 1952–53. En sikkerhedspolitisk beslutning (= Odense University studies in history and social sciences, Bd. 15). Odense University Press, Odense 1974, ISBN 87-7492-099-5.
- Soviet views on strategic nuclear weapons. Orthodoxy and modernism. In: Cooperation and conflict, Bd. 14 (1979), S. 223–237.
- Analysing the views of Soviet leaders on nuclear weapons. In: Cooperation and conflict, Bd. 15 (1980), S. 71–84.
- Sovjetunionen og atomvåben. Indre og ydre forudsaetninger for sovjettisk atomvåbenpolitik. Samfundsvidenskabeligt Forl., København 1982.
- The Reagan administration, the Soviet Union and nuclear arms. Hopes and fears. In: Cooperation and conflict, Bd. 19 (1984), S. 15-38.
- American perceptions of the Soviet Union as a nuclear adversary. From Kennedy to Bush. Pinter, London 1989, ISBN 0-86187-033-6.
- The fundamental attribution error in the Cold War. American perceptions of the Soviet Union as a nuclear superpower. In: Arms control, Bd. 13 (1992), S. 396–420.
- Reconstructing integration theory. The case of educational policy in the EC. In: Cooperation and conflict, Bd. 29 (1994), S. 33–54.
- Trade liberalization and environmental regulations. Regional interests and ideals in Europe and North America. In: Kenneth P. Thomas (Hrsg.): Racing to regionalize.  Democracy, capitalism, and regional political economy. Lynne Rienner, Boulder, Colo. 1999, S. 113–140, ISBN 1-55587-582-3.
- Greening the World Trade Organization trading regime? Towards a structural power model. In: Journal of international relations and development, Bd. 4 (2001), S. 138–156.
- In tempestuous waters. Denmark and the WTO regime. In: Danish foreign policy yearbook, Bd. 5 (2001), S. 77–113.
- (mit  Frede P. Jensen u. Jens Elo Rytter): Phasing out the colonial status of Greenland, 1945–54. A historical study. Museum Tusculanum Press, Copenhagen 2010, ISBN 978-87-635-2587-9.

Außerdem zahlreiche Veröffentlichungen in dänischer Sprache.